# Nimruz (shahrestan)
Nimruz (persiska: شهرستان نیمروز, Shahrestan-e Nimruz) är en delprovins (shahrestan) i Iran. Den ligger i provinsen Sistan och Baluchistan, i den östra delen av landet, vid gränsen mot Afghanistan. Administrativ huvudort är Adimi.
Delprovinsen hade 48 471 invånare vid folkräkningen 2016.